# 增產節約運動
增产节约运动是中華人民共和國建國初期至改革開放初期的一場分階段的政治運動，中国共产党在建國初始發現各地貪腐嚴重以及朝鮮戰爭帶來的財政壓力，於是決定發動增产节约运动。增产节约运动是三反的導火索，並一度與三反同時進行。

## 詳情
增产节约运动发端于中國东北的劳动竞赛运动。1950年6月6日，毛泽东在七届三中全会上作了题为“为争取国家财政经济状况的基本好转而斗争”的报告，而其中提到的措施之一就是“增产节约”。此時“增产节约”还只是一种倡导。
朝鮮戰爭爆發後，中華人民共和國的国防經费激增，1950年，国防經费占财政总支出的41.1%，1951年则达到了43.0%，1952年下降到32.8%。1950年10月，中共中央政治局扩大会议提出开展全面增产节约以解决财政困难和支持朝鮮戰爭。1951年上半年，增产节约运动首先在经济领域開展。1951年10月22日，中共中央东北局下达《关于全面展开增产节约运动的通报》。
1951年10月，中央召开政治局扩大会议，讨论关于实行精兵简政，开展增产节约运动和三反斗争问题。同年10月23日，毛泽东在全國政协一届三次会议的开幕词中号召“增加生产，厉行节约，以支援中国人民志愿军”、“要出现一个普遍高涨的爱国增产运动”。11月20日，人民日报发表题为“开展增产节约运动是国家当前的中心任务”的社论，要求人们“对于一切浪费和无效能的现象，以及贪污腐化的现象，进行充分的揭露，并推动这些犯错误的人员进行自我批评”。此后增产节约成为一场全国性的政治运动。但增产节约運動遭到部分人的抵觸，認為增产节约運動是企業的事情，與自己無關；還有人認為自己平時生活已足夠儉樸，實在沒有節約的餘地。
1951年11月1日，高岗向中央递交一份报告，提出之所以增产节约运动开展不起来，是由于党内存在腐败行为和官僚主义，所以要将开展增产节约运动与反贪污、反浪费、反官僚主义联系起来。11月20日，毛泽东要求各地“在此次全国规模的增产节约运动中进行坚决的反贪污、反浪费、反官僚主义的斗争”。三反运动也由此與增產節約運動同時展開。12月1日，中共中央作出《关于实行精兵简政、增产节约、反对贪污、反对浪费和反对官僚主义的决定》。12月7日，中央人民政府节约检查委员会成立，由薄一波担任主任。但这一机构实际成为了领导三反运动的机构，三反运动的熱度開始蓋過增产节约运动。
1952年7月8日，中央下達《关于目前开展增产节约运动中应注意问题的指示》。11月29日，中央财经委员会向中央汇报《关于全国增产节约运动的报告》，增产节约运动暂告一段落。
1953年8月28日，中央发出关于增加生产、增加收入、厉行节约的通知。中华全国总工会发出了《关于进一步开展增产节约、劳动竞赛、保证全面完成国家计划的紧急通知》。增产节约运动再次興起。1954年7月，中央作出《关于厉行节约的决定》。1957年2月15日下達《关于1957年开展增产节约运动的指示》。1958年8月，中共八届八中全会又作出关于开展增产节约运动的决议。1963年8月1日、1964年8月22日，中央先后两次下達关于开展增产节约的指示。
1979年7月10日，中華人民共和國国务院在成都召开全国工业交通增产节约工作会议，指出各地区、各部门都要做出增产节约的具体安排，企業在完成国家计划定额的基础上，還要大力节约原材料。